# Nätskinnbaggar
Nätskinnbaggar eller nätstinkflyn (Tingidae) är en familj i insektsordningen halvvingar. Familjen innehåller cirka 2 000 kända arter och finns spridd över hela världen. I Europa finns runt 190 arter och underarter av nätskinnbaggar och i Sverige finns det ungefär 23 arter.
De flesta nätskinnbaggar är små insekter, vanligen med en längd på mellan 2 och 5 millimeter. I tropikerna finns det dock en del arter som kan bli större, upp till 8 millimeter. Kännetecknande för familjen är att ovansidan av halsskölden och täckvingarna är nätmönstrade. Hos vissa arter är halsskölden förlängd framåt och bildar ett slags huva över huvudet. 
Som fullbildade insekter är alla nätskinnbaggar växtätare som lever på växtsaft. Vissa arter är specialiserade i sitt födoval och förekommer bara på en eller ett fåtal olika växtarter. En del arter är kända som skadedjur, eftersom de kan orsaka gallbildningar på odlade växter.
Nätskinnbaggar har liksom andra halvvingar ofullständig förvandling och genomgår utvecklingsstadierna ägg, nymf och imago. 